# تراسي سكوت ويلسون
تراسي سكوت ويلسون (بالإنجليزية: Tracey Scott Wilson)‏ هي كاتِبة وكاتبة مسرحية أمريكية، ولدت في 2 أكتوبر 1966 في نيوآرك في الولايات المتحدة.

## وصلات خارجية
- تراسي سكوت ويلسون على موقع IMDb (الإنجليزية)
- تراسي سكوت ويلسون على موقع قاعدة بيانات الفيلم (الإنجليزية)